# Holca
Holca is een geslacht van Phasmatodea uit de familie Pseudophasmatidae. De wetenschappelijke naam van dit geslacht is voor het eerst geldig gepubliceerd in 1906 door Redtenbacher.

## Soorten
Het geslacht Holca omvat de volgende soorten:
- Holca annulipes Redtenbacher, 1906
- Holca infumata Hebard, 1924
- Holca proxima Redtenbacher, 1906
- Holca striata Conle, Hennemann & Gutiérrez, 2011